# Лайпцигски процес (1872)
 Тази статия е за делото от 1872 г..  За процеса от 1933 г. вижте Лайпцигски процес.  
Лайпцигския процес е съдебен процес за държавна измяна по време на Френско-пруската война от страна на ръководителите и влиятелни фигури на немската социалдемокрация, а това са основателите и популяризаторите на марксизма - Август Бебел и Вилхелм Либкнехт, както и редактора на партийния вестник и трибуна Адолф Хепнер.
Провежда се през пролетта на 1872 г.